# Осницький ландшафтний заказник
Осницький — ландшафтний заказник місцевого значення. Об'єкт розташований на території Маневицького району Волинської області, ДП «Колківське ЛГ», Осницьке лісництво, квартал 27, квартал 28, виділи 27, 35—39, 41, 42, квартал 31—35, 39—42, 46, 47.
Площа — 1400,2 га, статус отриманий у 2000 році, розширений у 2006 році.
Охороняється заболочений сосновий ліс у долині річки Байчиця віком близько 100 років, у трав'яному покриві якого ростуть журавлина болотна, осока тонкокореневищна, багно звичайне, сфагнум, трапляється пугач звичайний, гніздиться лелека чорний – рідкісні види, занесені до Червоної книги України та додатки міжнародних природоохоронних конвенцій.